# Hamads internationella flygplats

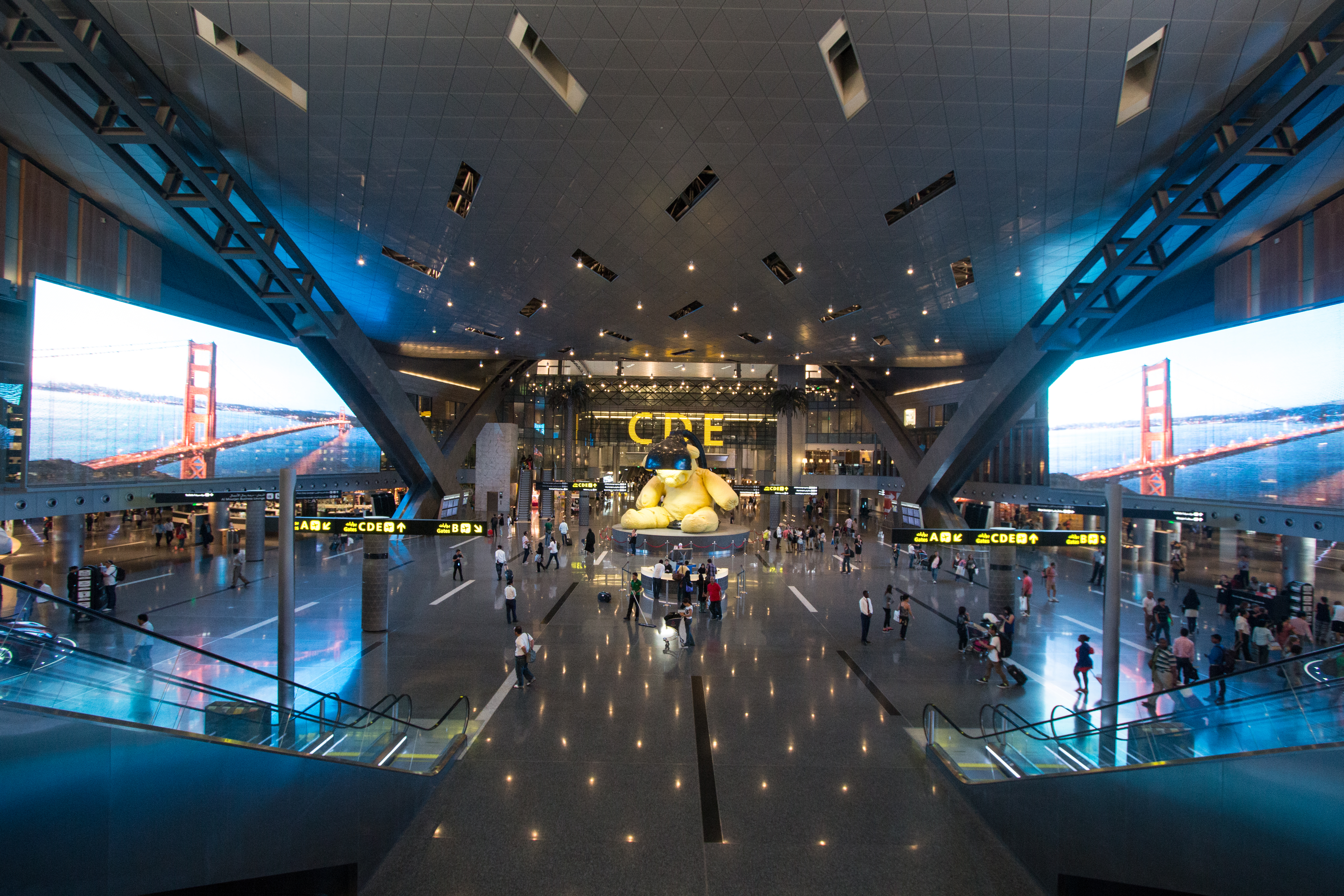

Hamads internationella flygplats (IATA: DOH, ICAO: OTHH), tidigare New Doha International Airport, öppnades för trafik i april 2014. Flygplatsen ligger i Doha, huvudstaden i Qatar och är landets enda internationella flygplats. Den ersätter Dohas internationella flygplats och hanterade 30 miljoner passagerare år 2015.
Flygplatsen är helt anpassad för trafik med Airbus A380 och  förstaklass passagerare kan checka in i särskilda utrymmen avskilda från övriga check-in diskar. Flygplatsen ligger ungefär 14 kilometer från Dohas centrum.
I en andra etapp, som förväntas klar år 2022, kommer kapaciteten att utökas till 53 miljoner passagerare per år.